# 五味弘文
五味 弘文（ごみ ひろふみ、1957年 - ）は、日本のお化け屋敷プロデューサー。

## 人物・経歴
長野県茅野市生まれ。立教大学法学部在学中より演劇活動を始め、卒業後に劇団を結成。主宰・作・演出を務める。下北沢ザ・スズナリ、渋谷ジァン・ジァンなどでの公演を経て、1992年解散。同年、『麿赤児のパノラマ怪奇館』で初めてお化け屋敷のプロデュースを手がけ、大ヒットさせる。1996年の『パノラマ怪奇館'96〜赤ん坊地獄』ではストーリー性を導入したお化け屋敷を制作する。
東京ドームシティアトラクションズ（旧称後楽園ゆうえんち）を拠点として長年活動してきたが、2011年に広島で開催された紙屋町お化け屋敷「恐怖のおるすばん」を皮切りに、お化け屋敷プロデュースの全国展開を始める。

近年では大学などでの講義活動も行う。

## 主なプロデュースお化け屋敷
- 『麿赤児のパノラマ怪奇館』（1992年、東京都文京区、東京ドームシティアトラクションズ）
- 『楳図かずおのパノラマ怪奇館』（1993年、東京都文京区、東京ドームシティアトラクションズ）
- 『林海象のパノラマ怪奇館』（1994年、東京都文京区、東京ドームシティアトラクションズ）
- 『デーモン小暮vs楳図かずお〜パノラマ怪奇館'95』（1995年、東京都文京区、東京ドームシティアトラクションズ）
- 『パノラマ怪奇館'96〜赤ん坊地獄』（1996年、東京都文京区、東京ドームシティアトラクションズ）
- 『パノラマ怪奇館'97〜闇の心臓』（1997年、東京都文京区、東京ドームシティアトラクションズ）
- 『LOVE CHAIN〜恐怖の鎖地獄』（1998年、東京都文京区、東京ドームシティアトラクションズ）
- 『地獄横断 巡礼の旅』（1999年、東京都文京区、東京ドームシティアトラクションズ）
- 『恐怖の手錠地獄』（2000年、東京都文京区、東京ドームシティアトラクションズ）
- 『呪いの椅子』（2001年、東京都文京区、東京ドームシティアトラクションズ）
- 『東京近郊A市 呪われた家』（2002年、東京都文京区、東京ドームシティアトラクションズ）
- 『「呪怨」の部屋』（2003年、東京都文京区、東京ドームシティアトラクションズ）
- 『呪いの人形』（2004年、東京都文京区、東京ドームシティアトラクションズ）
- 『血まみれの足跡』（2005年、東京都文京区、東京ドームシティアトラクションズ）
- 『呪いのコインランドリー』（2006年、東京都文京区、東京ドームシティアトラクションズ）
- 『闇の歯科病棟』（2007年、東京都文京区、東京ドームシティアトラクションズ）
- 『幽霊物件』（2008年、東京都文京区、東京ドームシティアトラクションズ）
- 『血の妖面屋敷』（2009年、東京都文京区、東京ドームシティアトラクションズ）
- 『足刈りの家』（2010年、東京都文京区、東京ドームシティアトラクションズ）
- 『紙屋町お化け屋敷「恐怖のおるすばん」』（2011年、広島県広島市、基町クレドふれあい広場）
- 『お化け屋敷の人形倉庫』（2012年、東京都文京区、東京ドームシティアトラクションズ）
- 『紙屋町お化け屋敷「呪い人形 キクミさま」』（2012年、広島県広島市、基町クレドふれあい広場）
- 『梅田お化け屋敷「ゆびきりの家」』（2012年、大阪府大阪市、梅田スカイビル空中庭園下 新梅田シティ1階特設会場）
- 『古町お化け屋敷「丑三つマネキン」』（2012年、新潟県、新潟プラザビル（旧大和新潟店）4F特設会場）
- 『「呪い歯〜密九十九号の家」』（2013年、東京都文京区、東京ドームシティアトラクションズ）
- 『栄・矢場町お化け屋敷2013 「呪い歯〜密九号の家」』（2013年、愛知県名古屋市、若宮大通公園（栄・矢場町交差点））
- 『梅田お化け屋敷2013「呪い歯〜密八号の家」』（2013年、大阪府、新梅田シティ1階特設会場）
- 『高岡お化け屋敷「足首屋敷」』（2013年、富山県高岡市、御旅屋通り商店街 特設会場）
- 『沖縄お化け屋敷2013「ゆびきりの家」』（2013年、沖縄県、沖縄アウトレットモール・あしびなー特設会場）
- 『呉お化け屋敷「血手形の家」』（2013年、広島県呉市、呉市海事歴史科学館 大和ミュージアム前広場）
- 『恐怖のかくれんぼ屋敷』（2014年、東京都文京区、東京ドームシティアトラクションズ）
- 『恐怖のかくれんぼ屋敷』（2014年、大阪府、梅田茶屋町ちゃやまちプラザ）
- 『顔はぎの家』（2014年、秋田県、イオンモール秋田）
- 『呪い指輪の家』（2015年、東京都文京区、東京ドームシティアトラクションズ）
- 『呪い指輪の家』（2015年、大阪府、梅田茶屋町ちゃやまちプラザ）
- 『呪われた夜の遊園地』（2017年、大阪府、ひらかたパーク）
- 『呪いの着ぐるみ　ギギ』(2017年、大阪府、ひらかたパーク)
- 『広島八丁堀お化け屋敷「恐怖の待ち人」』(2023年、広島県広島市、広島PARCO新館9Fイベントスペース)

## テレビ・ラジオ出演
- 『奇跡体験!アンビリバボー 史上最恐のお化け屋敷 完全版』（2011年1月、フジテレビ）
- 『所さんの学校では教えてくれないそこんトコロ!』（2011年7月、テレビ東京）
- 『大窪シゲキの9ジラジ』（2011年7月、広島エフエム放送）
- 『百識王』（2011年8月、フジテレビ）
- 『極める!』サンドウィッチマンの遊園地学 第3回「お化け屋敷 恐怖の科学」（2012年3月、NHK Eテレ）
- 『大窪シゲキの9ジラジ』（2012年7月、広島エフエム放送）
- 『HELLO WORLD』特集「お化け屋敷のヒ・ミ・ツ！」』（2012年7月、J-WAVE）
- 『ごごイチ』（2012年7月、BS朝日）
- 『王様のブランチ』（2012年8月、TBS）
- 『知りたがり!』（2012年8月、フジテレビ）
- 『夕焼けSHUTTLE』（2012年8月、NACK5）
- 『大沢悠里のゆうゆうワイド』（2012年8月、TBSラジオ）
- 『tre-sen』（2012年8月、FMヨコハマ）
- 『ショナイの話』（2013年2月、テレビ朝日）
- 『出没!アド街ック天国』後楽園（2013年4月、テレビ東京）
- 『「悪霊病棟」放送直前“最恐”SP 〜お化け屋敷と呼ばれた病院へようこそ〜』（2013年7月、MBS・TBS）
- 『大窪シゲキの9ジラジ』（2013年7月、広島エフエム放送）
- 『ひろしま満点ママ!!』（2013年7月、テレビ新広島）
- 『Biz+サンデー』わが社のイチオシ（2013年7月、NHK BS1）
- 『福井謙二 グッモニ』第86回（2013年7月、文化放送）
- 『NHKニュースおはよう日本』（2013年7月、NHK総合）
- 『情熱大陸』（2015年8月、MBS）
- 『課外授業ようこそ先輩』（2016年2月、NHK）
- 『マツコの知らない世界』お化け屋敷の世界（2017年7月、TBS）
- 『たまむすび』おもしろい大人（2018年9月6日、TBSラジオ）

## 書籍・雑誌
- 『人はなぜ恐怖するのか？(ナレッジエンタ読本19) 』（2009年6月、メディアファクトリー）
- 『お化け屋敷に なぜ人は並ぶのかー「恐怖」で集客するビジネスの企画発想(角川Oneテーマ21) 』（2012年6月、角川書店）
- 『日経ビジネスアソシエ13年7月号』（2013年6月、日経BP社）
- 『ホラー小説「憑き歯〜密七号の家〜」』（2013年7月、幻冬舎文庫）